# Hengsterengletscher
Der Hengsterengletscher (früher auch Schwarzwaldgletscher genannt) ist ein Gletscher am Nordhang der Berner Alpen im Schweizer Kanton Bern in der Gemeinde Grindelwald.

## Geographie
Der Hengsterengletscher beginnt zwischen dem Wetterhorn, Wettersattel und dem Mittelhorn in einer Höhe zwischen 3500 m ü. M.  und 3700 m ü. M. und fliesst zwischen Wetterhorn und Wellhorn gegen Norden. Über den Wellhornsattel ist er auf der Höhe von 3200 m ü. M. mit dem Rosenlauigletscher verbunden.
Die Gletscherzunge hat sich auf über 2700 m ü. M. zurückgezogen. Dem Gletscher entspringt die Hengstera, die über den Rychenbach, die Aare und den Rhein zur Nordsee entwässert.